# FK Qäbälä
FK Qäbälä (limba azeră: Qəbələ PFK) este un club de fotbal din Qabala, Azerbaidjan care evoluează în Yuksak Liga.

## Logo

Logo-ul anterior

## Palmares
Cupa azeră (2)
2018/19, 2022/23.